# Aegiochus leptonica
Aegiochus leptonica är en kräftdjursart som först beskrevs av Bruce 1988.  Aegiochus leptonica ingår i släktet Aegiochus och familjen Aegidae. Inga underarter finns listade i Catalogue of Life.